# جورج إل. جونز
جورج إل. جونز (بالإنجليزية: George L. Jones)‏ هو ضابط أمريكي، ولد في 12 مايو 1918 في نيويورك في الولايات المتحدة، وتوفي في 18 فبراير 1997.